# ويليام ماكراكين
ويليام ماكراكين (بالإنجليزية: William McCracken)‏ هو مدير فني أمريكي، ولد في 1864، وتوفي في 13 يونيو 1940.